# Victor Crone
Victor Crone (ur. 31 stycznia 1992 w Österåker) – szwedzki piosenkarz, gitarzysta i autor tekstów.
Reprezentant Estonii w 64. Konkursie Piosenki Eurowizji (2019). Dwukrotny uczestnik programu Melodifestivalen (2020, 2023).

## Życiorys
Dorastał w muzycznej rodzinie, jego babcia była piosenkarką, a dziadek skrzypkiem. Naukę gry na gitarze rozpoczął w wieku 12 lat, a dwa lata później zaczął śpiewać i pisać pierwsze piosenki. W 2015 wziął udział w Melodifestivalen, programie wyłaniającym reprezentanta Szwecji w Konkursie Piosenki Eurowizji. W eliminacjach wystąpił w duecie z raperem Behrangiem Miri. W 2016 nawiązał współpracę z piosenkarzem Stiga Rästę.

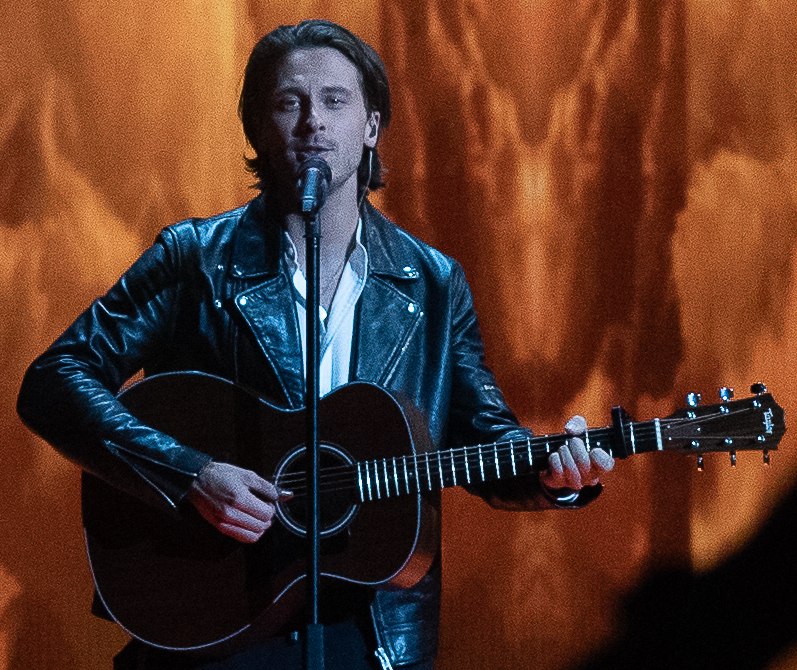
Crone w 64. Konkursie Piosenki Eurowizji (2019)

W 2019 z utworem „Storm” zwyciężył w finale programu Eesti Laul, zostając reprezentantem Estonii w 64. Konkursie Piosenki Eurowizji w Tel Awiwie. 18 maja wystąpił w finale konkursu i zajął 20. miejsce po zdobyciu łącznie 76 punktów, w tym 48 pkt od telewidzów (16. miejsce) i 28 pkt od jurorów (20. miejsce). 
7 marca 2020 z utworem „Troubled Waters” zajął dziewiąte miejsce w finale programu Melodifestivalen 2020. W kwietniu 2020 wystąpił w projekcie Eurovision Home Concerts. W 2023 roku uczestniczył z utworem „Diamonds” w szwedzkich eliminacjach do Eurowizji 2023, ale nie wszedł do finału.

## Dyskografia

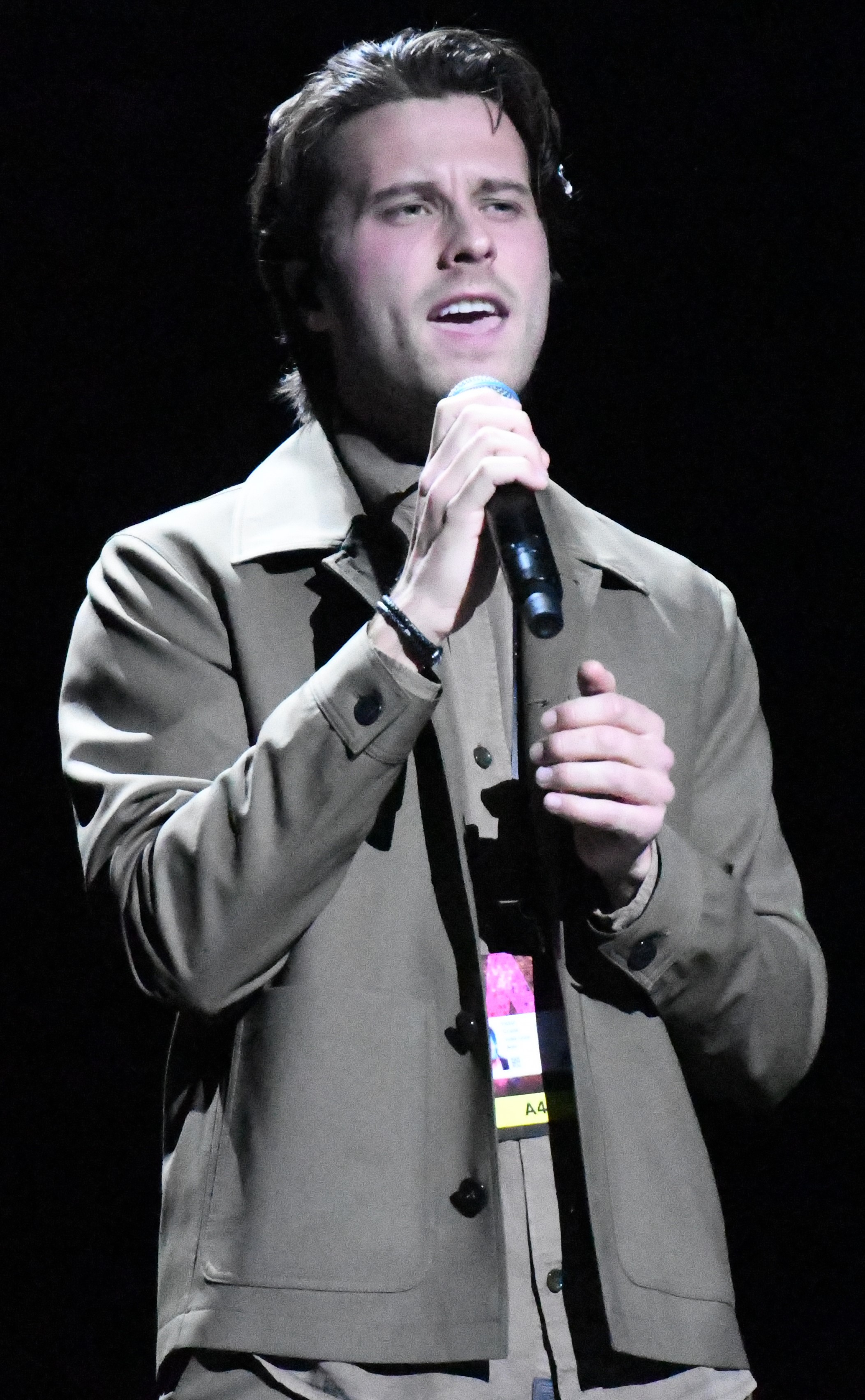
Crone podczas Melodifestivalen 2020

### Albumy
| Tytuł           | Szczegóły                                                                                        |
| --------------- | ------------------------------------------------------------------------------------------------ |
| Troubled Waters | - Wydanie: 22 lutego 2020 - Wytwórnia: Roxy Records, Playground Music - Format: Digital download |

### Single
| "Jimmy Dean"                                                     | 2014 | —  | —  | —                               |
| "Burning Man"                                                    | 2015 | —  | —  | —                               |
| "Det rår vi inte för" (feat. Behrang Miri)                       | 2015 | 69 | 48 | Melodifestivalen 2015           |
| "Feelgood Day"                                                   | 2016 | —  | —  | —                               |
| "Cadillac" (feat. Maximani)                                      | 2016 | —  | —  | —                               |
| "California"                                                     | 2017 | —  | —  | —                               |
| "Sunshine and Rain"                                              | 2017 | —  | —  | —                               |
| "Coming Up" (feat. Tungevaag & Raaban)                           | 2017 | —  | 49 | —                               |
| "Made Of"                                                        | 2018 | —  | —  | —                               |
| "Storm"                                                          | 2019 | 39 | 1  | Konkurs Piosenki Eurowizji 2019 |
| "Discovery" (feat. Syn Cole)                                     | 2019 | —  | —  | —                               |
| "Take Me Away" (feat. Tungevaag & Raaban)                        | 2019 | —  | —  | —                               |
| "This Can't Be Love"                                             | 2019 | —  | —  | Troubled Waters                 |
| "Troubled Waters"                                                | 2020 | 17 | —  | Troubled Waters                 |
| "Yes, I Will Wait"                                               | 2020 | —  | —  | —                               |
| "Catch" (feat. Syn Cole)                                         | 2020 | —  | —  | —                               |
| "These Days (Longing for Christmas)"                             | 2020 | —  | —  | —                               |
| "Rain"                                                           | 2021 | —  | —  | —                               |
| "Waiting On Your Love"                                           | 2021 | —  | —  | —                               |
| "Love Someone Like Me"                                           | 2021 | —  | —  | —                               |
| "Wind in My Sails"                                               | 2022 | —  | —  | —                               |
| "Dynamite"                                                       | 2022 | —  | —  | —                               |
| "Lonely World" (feat. K-391)                                     | 2022 | —  | —  | —                               |
| "Diamonds"                                                       | 2023 | —  | —  | —                               |
| "—" singel nie był notowany lub nie został wydany w danym kraju. |      |    |    |                                 |